# Conférence épiscopale autrichienne
La Conférence épiscopale autrichienne (en allemand : Österreichische Bischofskonferenz, abrégé ÖBK), est une conférence épiscopale de l’Église catholique qui réunit les ordinaires des diocèses situés en Autriche. Elle peut être considérée constituée dès 1849,, des suites de la conférence de Wurtzbourg. Ses membres sont les évêques diocésains, les évêques auxiliaires et l’abbé de Wettingen-Mehrerau.
La conférence est représentée à la Commission des épiscopats de l’Union européenne (COMECE). Son président participe également au Conseil des conférences épiscopales d’Europe (CCEE), avec une petite quarantaine d’autres membres.
Le président de la conférence épiscopale autrichienne est actuellement Christoph Schönborn, cardinal et archevêque de Vienne.

## Textes fondateurs
Le rôle de la conférence épiscopale dans l’Église est défini par des documents du concile Vatican II en particulier le décret Christus Dominus sur la charge pastorale des évêques dans l'Église (nos 37 et 38) ainsi que par le code de droit canonique (canons 447 à 459).
Vis-à-vis du droit autrichien, elle est reconnue comme une entité juridique reconnue par le droit public et comme une instance représentative d'une communauté religieuse reconnue par l’État, statut confirmé par le concordat signé entre le Saint-Siège et la Première République d'Autriche en 1933.

## Membres
Sont membres de la conférence épiscopale autrichienne tous les évêques diocésains d'Autriche, les évêques auxiliaires ou coadjuteurs et l'abbé de l'abbaye territoriale de Wettingen-Mehrerau.
| Juridiction                 | Nom                      | Fonction                                                          | Nomination        |
| --------------------------- | ------------------------ | ----------------------------------------------------------------- | ----------------- |
| Vienne (archidiocèse)       | Christoph Schönborn, OP  | cardinal, archevêque, ordinaire pour les fidèles de rite oriental | 14 septembre 1995 |
| Vienne (archidiocèse)       | Franz Scharl             | évêque auxiliaire d’un archidiocèse                               | 9 février 2006    |
| Vienne (archidiocèse)       | Stephan Turnovszky (de)  | évêque auxiliaire d’un archidiocèse                               | 6 mars 2008       |
| Eisenstadt                  | Ägidius Zsifkovics (de)  | évêque                                                            | 9 juillet 2010    |
| Linz                        | Manfred Scheuer          | évêque                                                            | 18 novembre 2015  |
| Sankt Pölten                | Alois Schwarz            | évêque                                                            | 17 mai 2018       |
| Sankt Pölten                | Anton Leichtfried (de)   | évêque auxiliaire                                                 | 25 février 2007   |
| Salzbourg (archidiocèse)    | Franz Lackner, OFM       | archevêque                                                        | 18 novembre 2013  |
| Salzbourg (archidiocèse)    | Hansjörg Hofer (de)      | évêque auxiliaire d’un archidiocèse                               | 31 mai 2017       |
| Feldkirch                   | Benno Elbs               | évêque                                                            | 16 novembre 2011  |
| Graz-Seckau                 | Wilhelm Krautwaschl (de) | évêque                                                            | 16 avril 2015     |
| Gurk                        | Josef Marketz (de)       | évêque                                                            | 3 décembre 2019   |
| Innsbruck                   | Hermann Glettler         | évêque                                                            | 27 septembre 2017 |
| Wettingen-Mehrerau (abbaye) | Vinzenz Wohlwend (de)    | abbé                                                              | 1er août 2018     |
| ordinariat militaire        | Werner Freistetter (de)  | évêque                                                            | 18 février 2009   |

## Présidents
- Theodor Innitzer, cardinal et archevêque de Vienne.
- Franz König, cardinal et archevêque de Vienne (1973-1985).
- Karl Berg, archevêque de Salzbourg (1985-1989).
- Hans Hermann Groër OSB, cardinal et archevêque de Vienne (1989-1995).
- Johann Weber (de), évêque de Graz-Seckau (1995-1998).
- Christoph Schönborn OP, cardinal et archevêque de Vienne (1998-2020).
- Franz Lackner, archevêque de Salzbourg (depuis 2020).

## Sanctuaires
La conférence épiscopale a désigné un sanctuaire national, la basilique de la Nativité-de-Marie de Mariazell.

## Source, notes et références
1. ↑  (en) « Bishops’ Conference of Austria » [« Conférence des évêques d’Autriche »], sur ccee.eu (consulté le 21 juin 2022).
2. ↑  (de) « Fragen & Antworten : Seit wann gibt es die Österreichische Bischofskonferenz? » [« Questions-réponses : De quand date la Conférence épiscopale autrichienne ? »], sur bischofskonferenz.at (consulté le 21 juin 2022).
3. ↑  (en) COMECE Annual Report 2020 [« Rapport annuel 2020 de la COMECE »], Commission des épiscopats de l’Union européenne, 2020 (lire en ligne [PDF]), p. 38-39.
4. ↑  (en) « Members » [« Membres »], sur ccee.eu, site du Conseil des conférences épiscopales d’Europe (consulté le 6 juin 2022).
5. ↑  (en) Gabriel Chow, « National Shrines: Austria (1) » [« Sanctuaires nationaux : Autriche (1) »], sur gcatholic.org (consulté le 7 juin 2022).
6. ↑  (en) Gabriel Chow, « Basilika Mariä Geburt » [« Basilique de la Nativité-de-Marie »], sur gcatholic.org (consulté le 7 juin 2022).

- (de) Cet article est partiellement ou en totalité issu de l’article de Wikipédia en allemand intitulé « Österreichische Bischofskonferenz » (voir la liste des auteurs).